# 하이포스타일

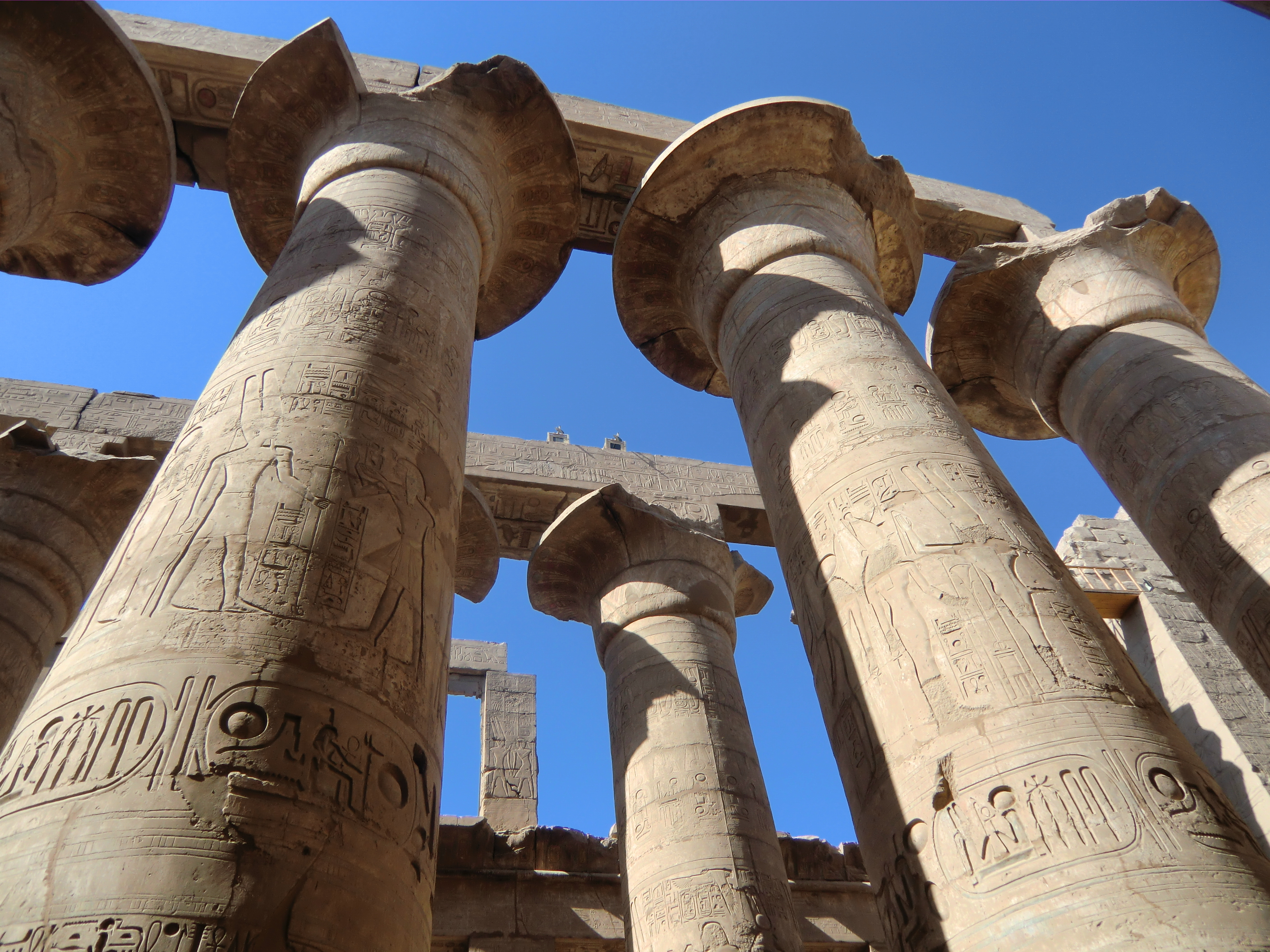
이집트 카르나크 신전의 대열주실(Great Hypostyle Hall) 중앙 기둥들

하이포스타일 홀(Hypostyle hall)은 건축에서 기둥이 많은 홀을 의미한다. 주로 고대 그리스 건축이나 궁전과 대저택에서 볼 수 있다.

## 어원
하이포스타일(hypostyle)이라는 용어는 '기둥 아래'를 의미하는 고대 그리스어 ὑπόστυλος hypostŷlos에서 유래됐다. 여기서 ὑπό hypó는 '아래' 또는 '밑면'을 의미하고 στῦλος stŷlos는 '기둥'을 의미한다.

## 개요
하이포스타일 홀의 지붕은 돌, 목재 또는 주철, 강철 또는 철근 콘크리트와 같은 다른 단단한 재료로 된 연결 상인방을 사용하여 건설될 수 있으며 천장이 있을 수도 있다. 기둥의 높이는 모두 같을 수도 있고 카르나크 신전의 대열주실(Great Hypostyle Hall)처럼 중앙 공간을 둘러싼 기둥의 높이가 측면 통로의 기둥보다 더 높으면 작은 기둥 위의 벽에 개구부가 생겨 클리어스토리 창문을 통해 빛이 통로 지붕 위로 들어올 수도 있다.

### 응용
건축 형태는 다양한 용도로 사용되었으며, 고대 그리스 사원의 켈라와 많은 아시아 건물, 특히 목조 건축물에 사용되었다.

### 모스크

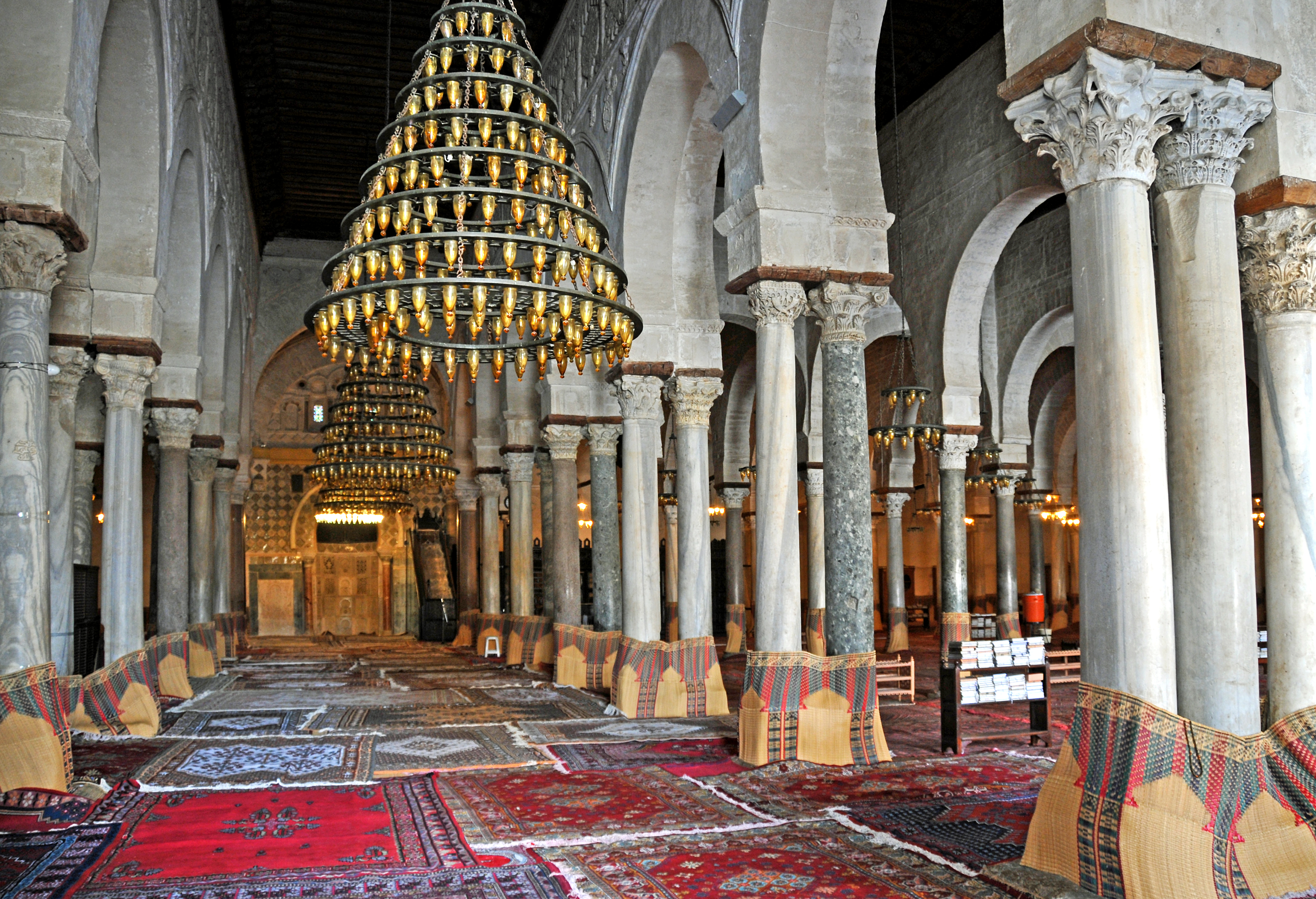
튀니지의 카이르완 대 모스크의 하이포스타일 기도실

기둥과 아치가 결합된 하이포스타일 홀은 모스크 건축의 두 가지 주요 유형 중 하나가 되었다. 많은 모스크, 특히 초기 회중 모스크에서 기도당은 하이포스타일 형태를 띠고 있다. 하이포스타일 평면 모스크 중 가장 훌륭한 예 중 하나는 튀니지의 카이르완에 있는 카이르완 대 모스크(또는 우크바 모스크라고도 함)이다.

### 현대

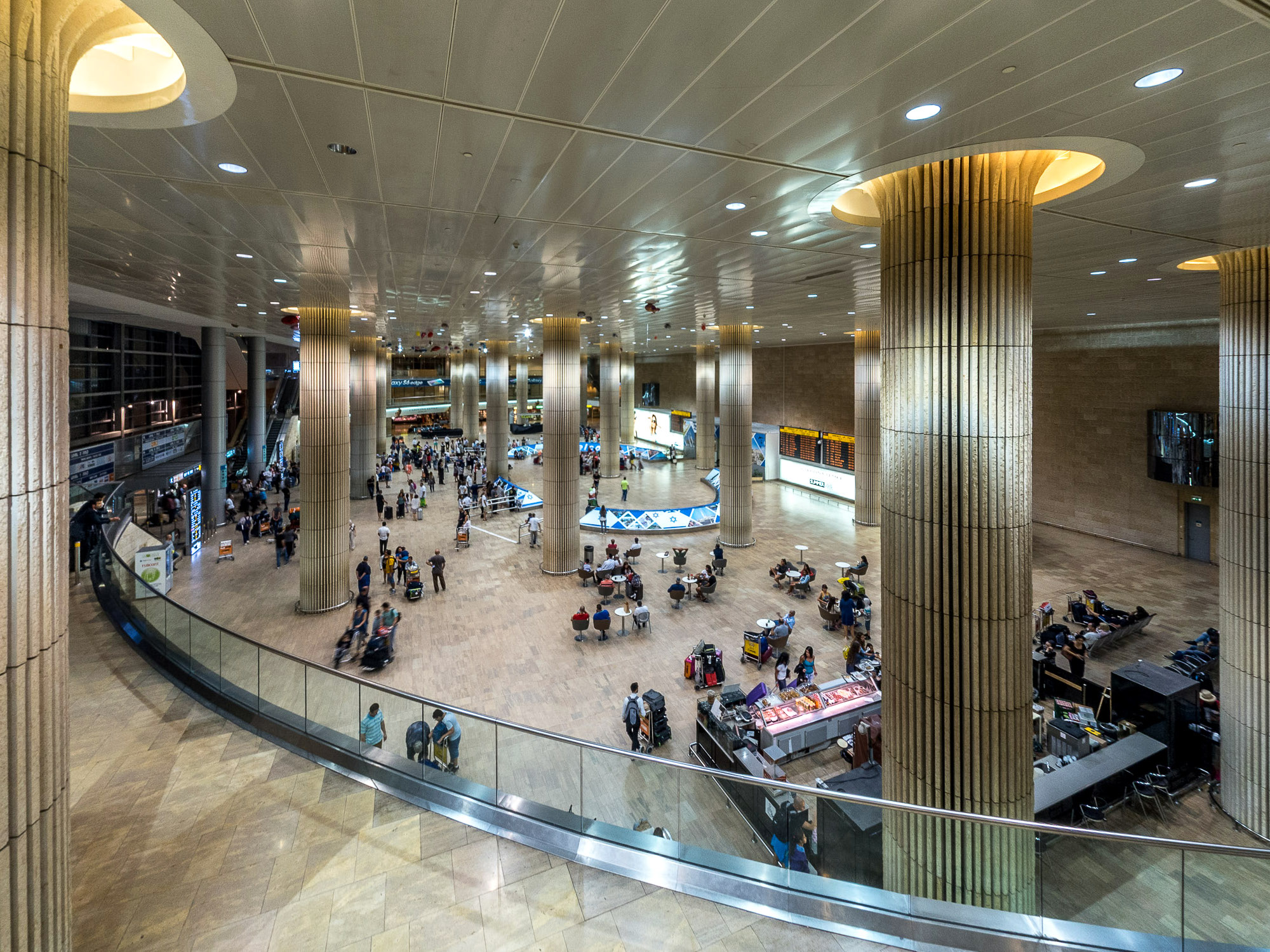
이스라엘 텔아비브에 있는 벤구리온 공항의 리셉션 홀

하이포스타일은 현대 건축에서도 널리 사용된다.

## 같이 보기
- 고대 이집트 건축
- 아파다나
- 페리스타일
- 주랑 현관